# عبدالواحد بوتیمار
عبدالواحد بوتیمار (معروف به هیوا) روزنامه‌نگار کرد اهل ایران است که بنابر حکم دادگاه انقلاب مریوان در استان کردستان ایران به جرم «محارب» به اعدام محکوم شده‌است. وی عضو تحریریه «نشریه انجمن سبز چیا» بوده که به دو زبان کردی و فارسی منتشر می‌شود.

## اتهامات
نظام جمهوری اسلامی مدعی است که وی اعتراف کرده که در پایگاهی متروکه در غرب ایران تعداد ۵۶۳ گلوله جنگی و ۵۵ گلوله آرپی‌جی پیدا کرده که مهماتی قابل استفاده بوده و آن‌ها را همراه با مقادیر دیگری مهمات که از دیگران خریداری کرده بوده، از طریق برادرش به فردی در مریوان تحویل داده تا به سازمان پژاک برساند. از این روی وی به دلیل اقدام علیه امنیت ملی جمهوری اسلامی، مجرم تشخیص داده شده و بدین دلیل به اعدام محکوم شده‌است.

## اعتراضات بین‌الملی به حکم اعدام
- وزیرخارجه فرانسه با محکوم کردن حکم اعدام دو روزنامه‌نگار ایرانی، رسماً از ایران خواست از اعدام عدنان حسن پور و عبدالواحد بوتیمار (هیوا) خودداری کند.
- گزارشگران بدون مرز همچنین مدعی شد که: «ایران کشوری قانون‌مدار نیست و عدنان حسن پور و عبدالواحد بوتیمار نیز در دادگاهی با شرایط عادلانه محاکمه نشده‌اند و هیچ اعترافی در دادگاه‌های جمهوری اسلامی قابل قبول نیست».
- اتحادیه اروپا نسبت به موج اعدام‌ها در ایران ابراز نگرانی کرد و خواهان لغو اعدام دو روزنامه‌نگار کرد شد.